# Conus julii
Espèce
Statut de conservation UICN

 VU B1ab(v)+2ab(v) : Vulnérable
Conus julii est une espèce de mollusques gastéropodes marins de la famille des Conidae.
Comme toutes les espèces du genre Conus, ces escargots sont prédateurs et venimeux. Ils sont capables de « piquer » les humains et doivent donc être manipulés avec précaution, voire pas du tout.

## Description
La taille de la coquille varie entre 32 mm et 62 mm. La coquille est blanche. La partie supérieure du verticille, spire et l'intérieur sont teintés de rose. Le whorl du corps présente également des stries longitudinales marron, formant deux bandes irrégulières. 

## Distribution
Cette espèce est présente dans l'océan Indien au large de Maurice et du bassin des Mascareignes. et du bassin des Mascareignes.

### Niveau de risque d’extinction de l’espèce
Selon l'analyse de l'UICN réalisée en 2011 pour la définition du niveau de risque d'extinction, cette espèce est endémique aux Mascareignes où elle se trouve au large des côtes des îles Maurice et de la Réunion. Cette espèce a une aire de répartition restreinte et est intrinsèquement rare dans la nature. Il y a des indications qu'elle est devenue plus rare dans le passé récent, bien que cela doive être vérifié ; cependant, elle n'est présente que dans deux îles, avec moins de dix emplacements (en supposant que la collecte sur le marché noir est une menace principale), et bien que la menace principale de la surcollecte puisse être en 2011 moins importante en raison de la protection stricte des eaux au large de ces îles, la collecte sur le marché noir peut encore se produire pour ce coquillage à prix élevé. En outre, sa rareté peut le rendre plus vulnérable aux futurs événements climatiques extrêmes. L'espèce est classée Vulnérable selon le critère B, avec un déclin observé des individus matures, déduit de leur présence moins fréquente sur le marché des coquillages. Cela peut également être une conséquence d'une protection accrue, mais l'IUCN utilise ici une approche de précaution pour cette espèce très rare, sauf si e contraire peut être prouvé.

## Taxonomie

### Publication originale
L'espèce Conus julii a été décrite pour la première fois en 1870 par l'ichtyologiste franco-mauricien François Liénard de la Mivoye (1782-1861) dans la publication intitulée « Journal de Conchyliologie »,.

### Synonymes
- Conus (Textilia) julii Liénard, 1870 · appellation alternative
- Textilia julii (Liénard, 1870) · non accepté